# Katarina Waters
Katarina Leigh Waters (Luneburgo, 10 de noviembre de 1980) es una luchadora profesional inglesa conocida por su paso en Impact Wrestling bajo el nombre de Winter y en la World Wrestling Entertainment bajo el nombre de Katie Lea Burchill.
Entre sus logros, destacan dos reinados como Campeona Femenina de la OVW y dos reinados como Campeona Femenina de la TNA. También fue Campeona Femenina en Parejas de la TNA junto a Angelina Love.

## Carrera
A la edad de 18, Katarina empezó su entrenamiento en Inglaterra en la National Wrestling Alliance (NWA) lo que posteriormente le permitió participar en un programa llamado Trans-Atlantic Wrestling Challenge. El cual mostraba a luchadores de varias promociones De la NWA Durante el show Kat ganó la Women's Championship Cup.
Katarina posteriormente luchó para varias promociones alrededor del mundo. Luchó bajo el nombre de Sherri Martel en Alemania, y luego regresó a Inglaterra, donde participó en la Frontier Wrestling Alliance (FWA) desde 2002 hasta 2004. En 2005, reapareció en Francia ganando el Queens of Chaos Women's Champion. posteriormente hizo apariciones en Italia en la Nu-Wrestling Evolution en luchas contra Vanessa Harding.

### Frontier Wrestling Alliance
Ella conoció a un nuevo talento llamado Hade Vansen, con el que hizo equipo en una ocasión. Luego tuvo un feudo con Sweet Saraya, que debutó en la FWA atacando a Nikita por la espalda y también tuvo un feudo con Paul Travell " y la Familia".
En 2006, Kat regresó a la FWA; ayudando a Hade Vansen a vencer a Joe Legend para ganar The Champions Series Final en New Frontiers el 5 de febrero.

### World Wrestling Entertainment

#### Ohio Valley Wrestling (2006-2008)
Katarina Waters firmó un contrato con World Wrestling Entertainment (WWE) el 26 de mayo de 2006. Ella dejó el Reino Unido para ir a Estados Unidos el siguiente mes, pero primero defendió su Queens of Chaos Championship (Lo retuvo en su última lucha en un circuito independiente).
Hizo su debut para la OVW el 23 de agosto bajo el nombre de Katie Lea derrotando a Melody en una dark match. Durante su estancia en OVW tuvo feudos con otras divas incluyendo a Beth Phoenix, ODB, y Serena Deeb.
El 1 de noviembre Kat derrotó a Beth Phoenix, Ariel, Roni Jonah, Melody, Jenny Mae, ODB, y Serena en una 8-Woman Gauntlet match para obtener el Campeonato Femenino de la OVW. Waters retuvo su título en la primera Ladder Match entre mujeres en la historia de la OVW contra Beth Phoenix. En la primavera de 2007, Kat se lastimó el tobillo en el concurso "Miss OVW" que fue ganado por ODB. Lo que creó tensión entre ambas lo que llevó a una lucha el 1 de junio en "Six Flags" donde ODB la cubrió para ganar el OVW Women's Championship. Luego Kat participó en "OVW Divalympics" fallando en su intento de recuperar el campeonato. 
Luego Kat tuvo un segmento llamado "Kat's Kradle" el cual debutó el 5 de septiembre y su antigua aliada Melody fue su asistente.
En octubre, Kat participó en la gira europea de WWE con la marca SmackDown donde compitió junto a Victoria, en una serie de luchas en equipos contra Michelle McCool y Maryse.
El 20 de febrero de 2008 Kat derrotó a Roucka para recuperar el Campeonato femenino de la OVW. La semana siguiente perdió el título contra Josie en una dark match.

#### 2008-2010

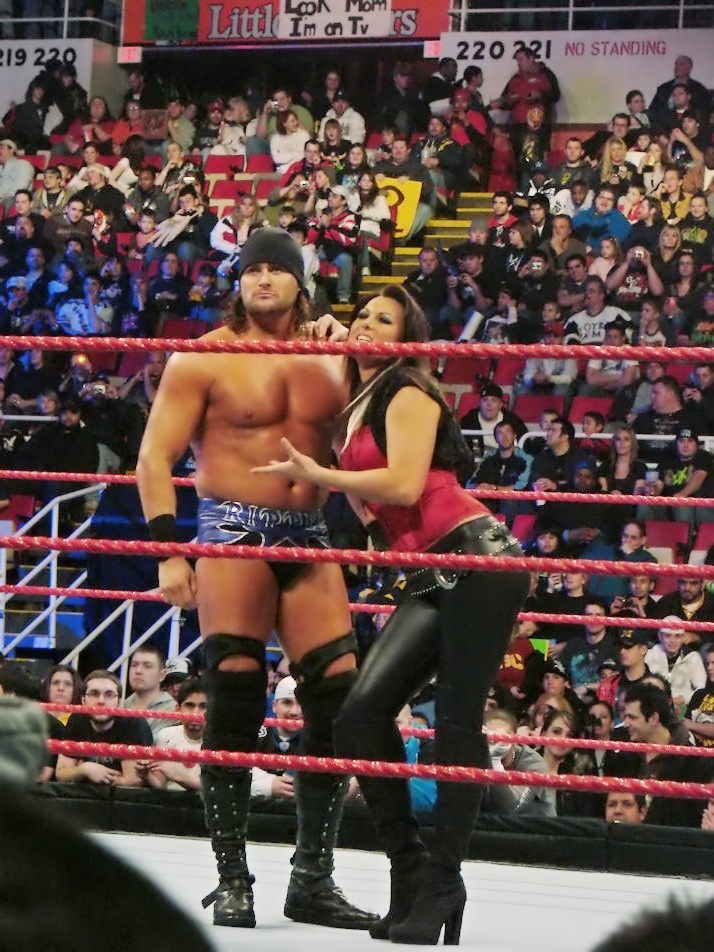
Katie Lea junto a Paul Burchill.

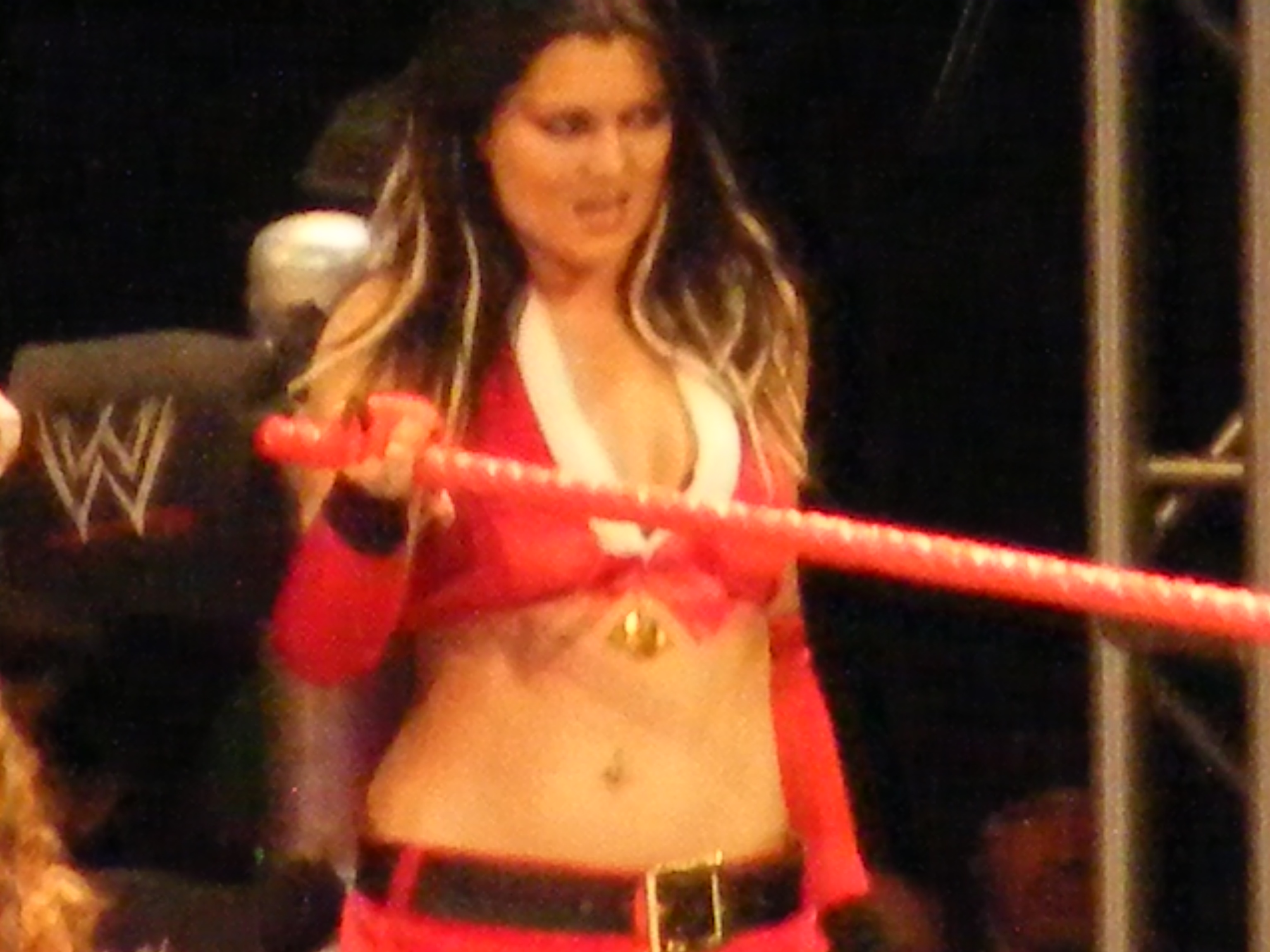
Katie Lea luchando en un Santa's Little Helper match.

Waters debutó en Raw como Katie Lea Burchill, la hermana (Kayfabe) de Paul Burchill el 11 de febrero de 2008. En WrestleMania XXIV fue leñadora entre la lucha de Beth Phoenix y Melina vs Maria y Ashley.        Su primera lucha televisada fue el 28 de abril de 2008 derrotando a Super Crazy en una Intergender Handicap Match. El 19 de mayo en Raw tuvo una confrontación con la Campeona Femenina Mickie James, retándola a una lucha por el título. Dos semanas después, Katie hizo equipo con Beth Phoenix para derrotar a Mickie James y Melina, lucha que terminó después de cubrir a James. El 16 de junio hizo equipo con Paul Burchill derrotando a Mickie James y Mr. Kennedy en una Mixed Tag Team match, donde cubrió a James por segunda vez consecutiva. Posteriormente se enfrentó a James en una lucha por el título en Night of Champions donde fue derrotada. El 14 de julio en Raw, desafió a Mickie James a otra lucha, pero no tuvo éxito en ganar. Después de derrotar junto a Paul Burchill a Mickie James y Kofi Kingston el 21 de julio, se enfrentó una vez más a James por el Campeonato Femenino el 4 de agosto, pero perdió. El 29 de diciembre hizo su última aparición en Raw participando en una lucha entre seis divas para definir a la contrincante al título femenino, pero fue eliminada por Mickie James. El 30 de diciembre debutó junto a Paul Burchill en la ECW acompañándolo en su lucha contra DJ Gabriel.
El 6 de enero de 2009 en ECW derrotó a Alicia Fox. La semana siguiente hizo equipo con Paul Burchill para enfrentarse a DJ Gabriel y Alicia Fox, lucha en que fueron derrotados. Participó en la Miss WrestleMania 25 Diva Battle Royal de WrestleMania XXV, pero no logró ganar al ser eliminado por Beth Phoenix, siendo "Santina Marella" quien ganara el combate. Tras tres meses fuera del ring, el 9 de julio Katie Lea peleó en un programa de ECW contra Nikki Bella, siendo derrotada. A la semana siguiente en WWE Superstars fue derrotada por Brie Bella, después de que se intercambiara con su hermana gemela Nikki Bella sin que el árbitro se diese cuenta. En SummerSlam participó en un battle royal, pero fue ganado por Beth Phoenix. Luego fue despedida de la ECW el 17 de noviembre cuando su hermano perdió un combate frente a The Huricane. A la semana siguiente debutó bajo el nombre de The Beautiful Nightmare, aunque luego volvió a su nombre antiguo, en un segmento junto a Paul Burchill pidiéndole a Tiffany que los recontrate. Ella aceptó con la condición de derrotar a The Hurricane la siguiente semana, cosa que Paul no logró, yéndose ambos del programa. 
Tras esto, el 11 de enero de 2010 se cambió a RAW sin su hermano Paul Burchill, donde participó en un torneo para coronar a la nueva Campeona de Divas de la WWE siendo derrotada por Eve Torres. En Royal Rumble formó equipo con Alicia Fox, Maryse, Natalya y Jillian Hall siendo derrotadas por Eve Torres, Kelly Kelly, Gail Kim y The Bella Twins. El 5 de abril en Raw, participó en un battle royal por ser la contendiente #1 al Campeonato de las Divas, pero fue eliminada por Kelly Kelly. El 22 de abril de 2010 fue despedida de la empresa.

### Total Nonstop Action Wrestling (2010-2012)

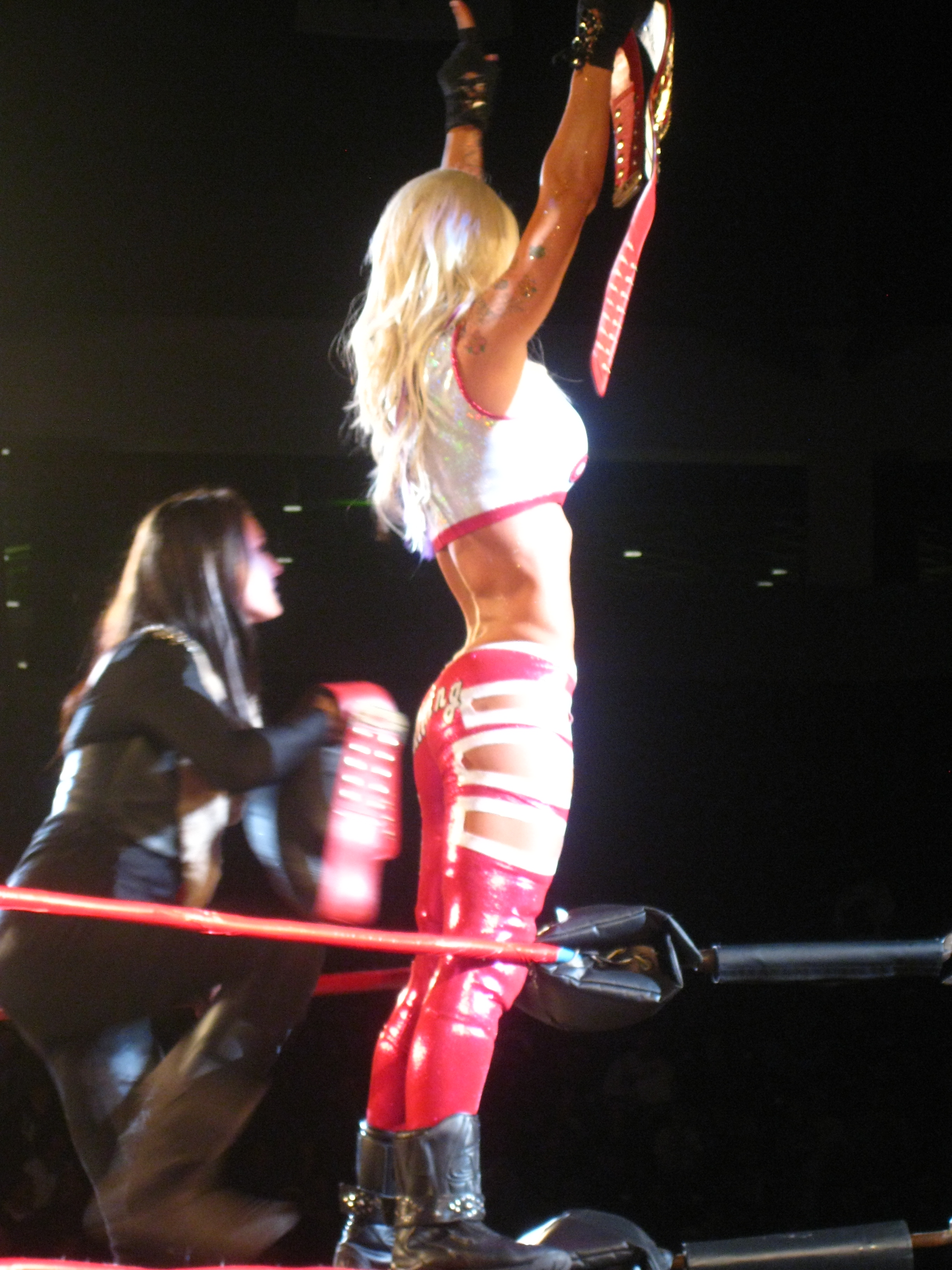
Winter con Angelina Love.

En agosto del 2010, Katarina se luchó en un dark match ante Madison Rayne como parte de un tryout de la Total Nonstop Action Wrestling (TNA), lucha que fue ganada por Rayne. El 15 de octubre de 2010 se anunció que Waters había firmado un contrato con la TNA. Waters hizo su debut el 21 de octubre, apareciendo como una ilusión de Angelina Love llamada Winter. Sin embargo, salvó a Love de un ataque de Madison Rayne, haciéndose visible para todo el mundo y mostrando su obsesión por Love, lo que molestó a la compañera de Love, Velvet Sky. Durante un torneo por los vacantes Campeonatos Femeninos en Parejas de la TNA, Sarita atacó a Sky antes del combate en la final. Durante la pelea, Winter entró y sustituyó a Sky, derrotando a Madison Rayne & Tara, ganando los campeonatos junto a Love. El 27 de enero, en Impact!, Winter se peleó con Velvet Sky, quien decía que estaba intentando destruir The Beautiful People. Winter & Love perdieron los títulos ante Sarita & Rosita en Victory Road, después de una interferencia de Sky. 
El 24 de marzo en la edición de Impact!, Winter, parecía tener el control de las acciones de Love, le impidió salvar a Sky de una paliza a manos de Sarita y Rosita. El 31 de marzo en impact! dio un giro de face a heel donde tuvo una lucha contra Sky donde salió victoriosa por medio de sumisión y en la lucha apareció Love donde esta parecía estar controlada por Winter. El 7 de abril en la edición de Impact!, Love, aún bajo el hechizo de Winter, abandonó a Sky durante una pelea por el Campeonato Femenino en Parejas contra Sarita & Rosita para ser derrotada por las campeonas.
En Slammiversary IX acompañó a Angelina Love en una lucha por el Campeonato Femenino de la TNA, donde salió derrotada. Después de esto, Winter atacó a Mickie James, empezando un feudo con ella. En Hardcore Justice la derrotó, ganando el Campeonato Femenino de la TNA. Tras esto, lo perdió el 25 de agosto (transmitido el 1 de septiembre) ante la excampeona, lo recuperó en No Surrender, pero lo perdió de nuevo en Bound for Glory ante Velvet Sky en una lucha donde también participaron James y Madison Rayne. La semana siguiente ella y Love lucharon contra Tara & Brooke Tessmacher por el Campeonato Femenino en Parejas, pero no lograron ganar. Después participó en una Knockouts Gauntlet, para poder obtener una lucha por el Campeonato Femenino de la TNA, pero fue eliminada por Mickie James.
Luego junto a Love comenzaron una rivalidad con Eric Young y ODB, enfrentándose a ellos en varias ocasiones perdiendo en todas ellas. El 4 de abril participó de un Knockouts Championship Challenge por el Campeonato Femenino de la TNA, siendo derrotada por Velvet Sky. Después de estar meses inactiva, el 6 de septiembre terminó su contrato y no fue renovado, abandonando la empresa.

### Circuito independiente (2011-2018)
El 4 de agosto de 2011, derrotó a Tab Jackson en un No Holds Barred match para ganar el vacante Campeonato Mundial de WILD.
El 25 de febrero de 2012, hizo su debut en la Family Wrestling Entertainment, perdiendo ante Maria Kanellis en un torneo para determinar la primera Campeona Femenina de la empresa. Un mes después, el 24 de mayo, derrotó a Maria y a Rosita para ganar el título. El 28 de abril, tuvo su primera defensa exitosa ante Melina, donde Lita fue el árbitro especial. El 28 de julio perdió el título ante la excampeona Maria.

### Regreso a Impact Wrestling (2018-2019)
Leigh regresó a Impact Wrestling bajo un nuevo nombre de Katarina, en el episodio del 10 de mayo como la nueva novia de Grado. El 6 de septiembre en Impact, ella besa a Joe Hendry después de que Grado perdió su combate, sin embargo, Hendry y Grado seguirán siendo amigos y se alejarán de Katarina cambiando a heel. El 13 de septiembre, salió derrotada por Alisha Edwards después de una distracción de Grado y Hendry. 
El 7 de noviembre en Impact!, Katarina fue derrotada por Jordynne Grace, siendo ésta su última aparición en la empresa.

## Campeonatos y logros
- Family Wrestling Entertainment
  - FWE Women’s Championship (1 vez)

- Frontier Wrestling Alliance
  - FWA Women's Championship (2 veces)

- Ohio Valley Wrestling
  - OVW Women's Championship (2 veces)[3]

- Queens of Chaos

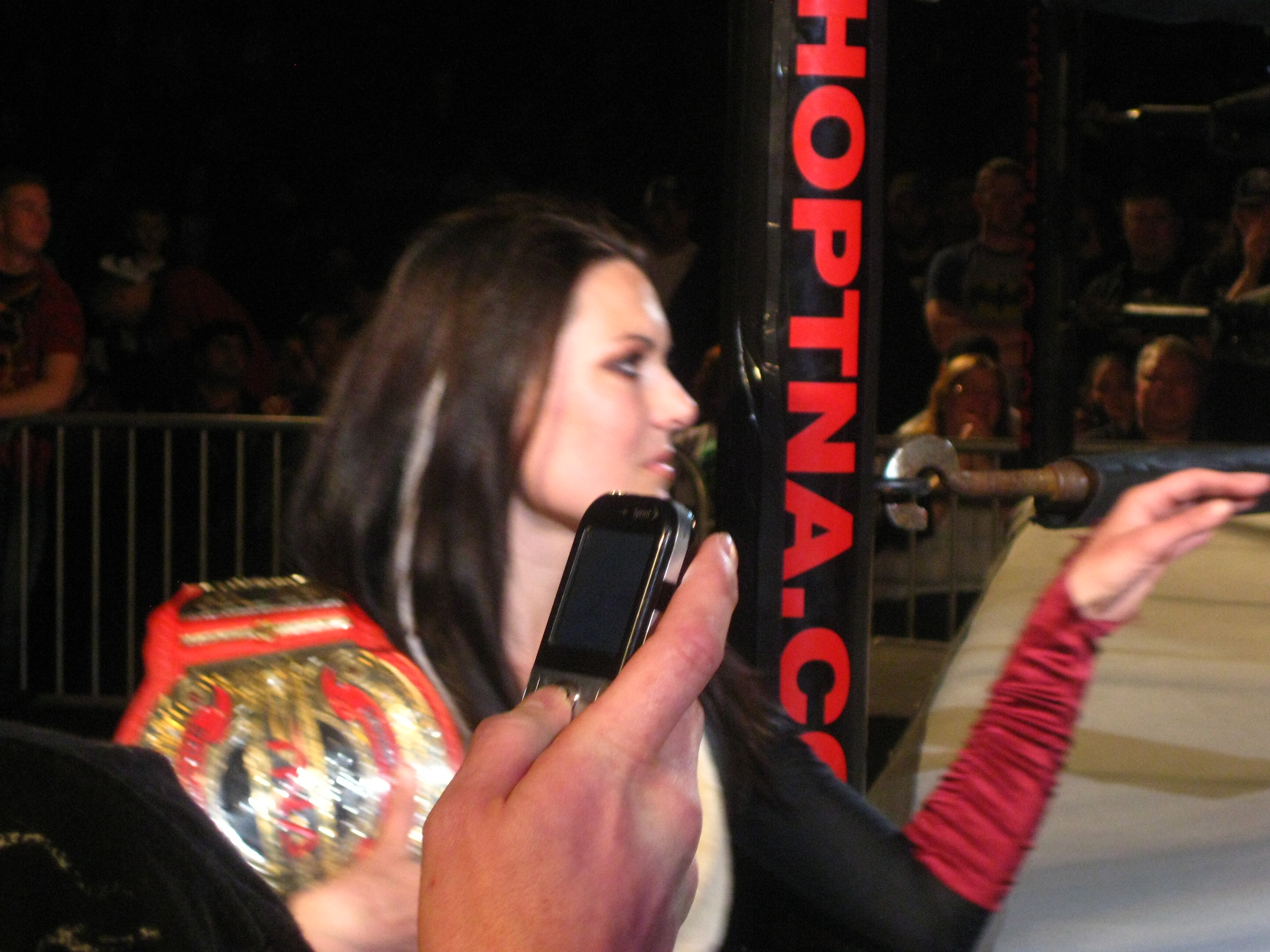
Winter como Campeona Femenina en Parejas de la TNA.

  - Queens of Chaos Championship (1 vez)[22]

- Total Nonstop Action Wrestling
  - TNA Knockout Tag Team Championship (1 vez) - con Angelina Love
  - TNA Women's Knockout Championship (2 veces)

- Trans-Atlantic Wrestling
  - TWC Women's Championship (1 vez)

- World Independent Ladies Division Wrestling
  - WILD World Championship (1 vez, actual)[23]

- Pro Wrestling Illustrated 
  - Situada en el Nº26 en el PWI Female 50 en 2008.[24]
  - Situada en el Nº20 en el PWI Female 50 en 2009.[25]
  - Situada en el Nº20 en el PWI Female 50 en 2011.[26]
  - Situada en el Nº18 en el PWI Female 50 en 2012.[25]